# Eszet

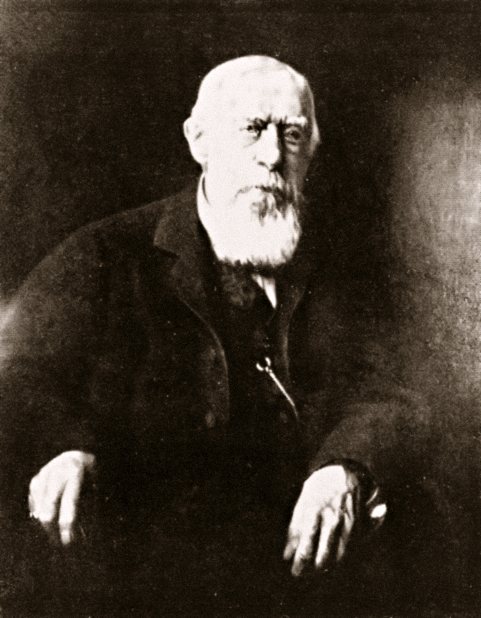
Ernst Staengel

Die Firma Eszet – Staengel & Ziller – war eine Kakao- und Schokoladenfabrik in Untertürkheim (heute ein Stadtteil von Stuttgart in Baden-Württemberg). Aus den Initialen der Nachnamen der beiden Gründer Ernst Staengel d. Ä. (1827–1915) und dessen Schwager Karl Ziller entstand der bekannte Markenname „Eszet“.

## Geschichte

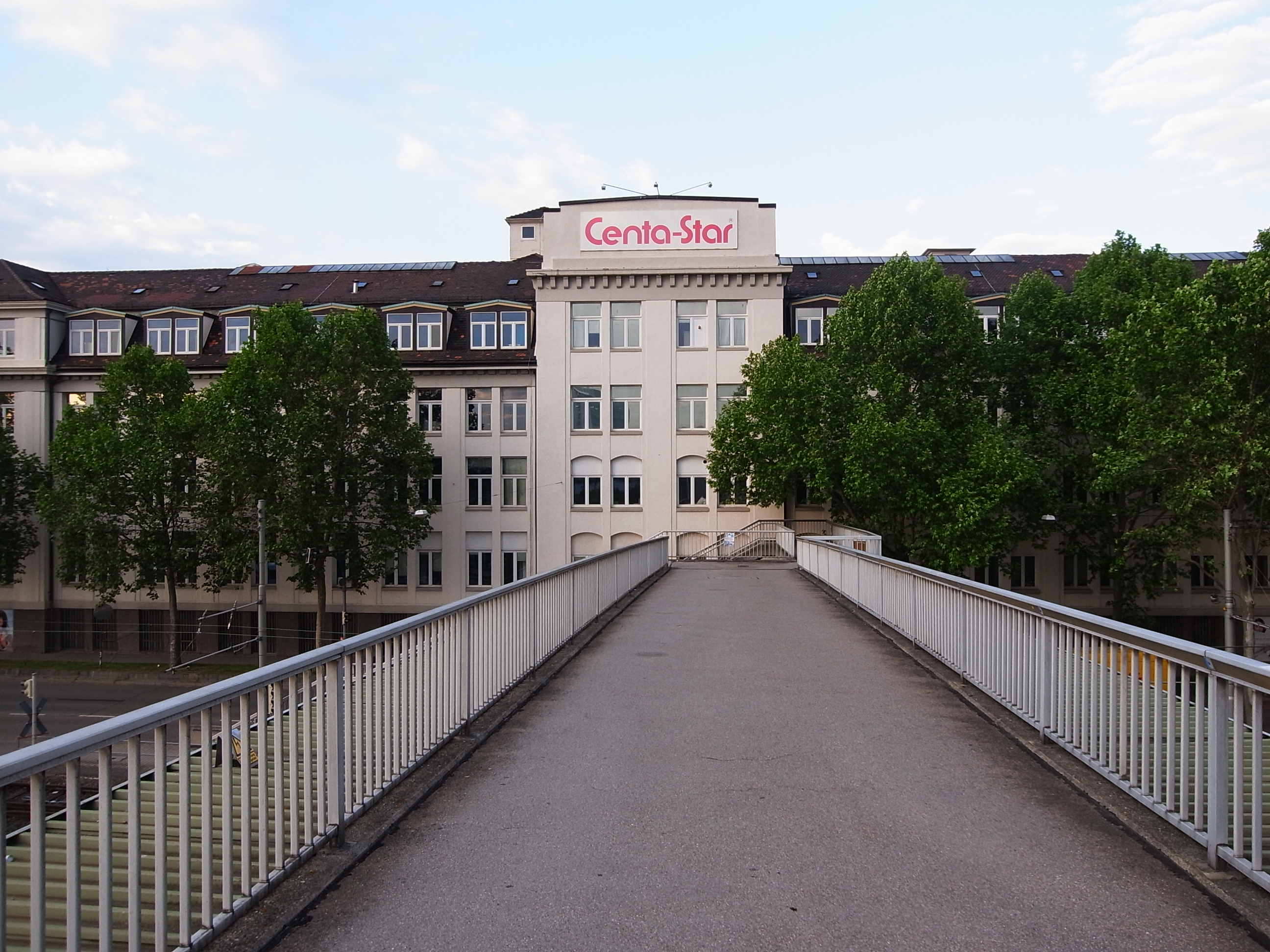
Frontansicht der ehemaligen Eszet-Werksgebäude

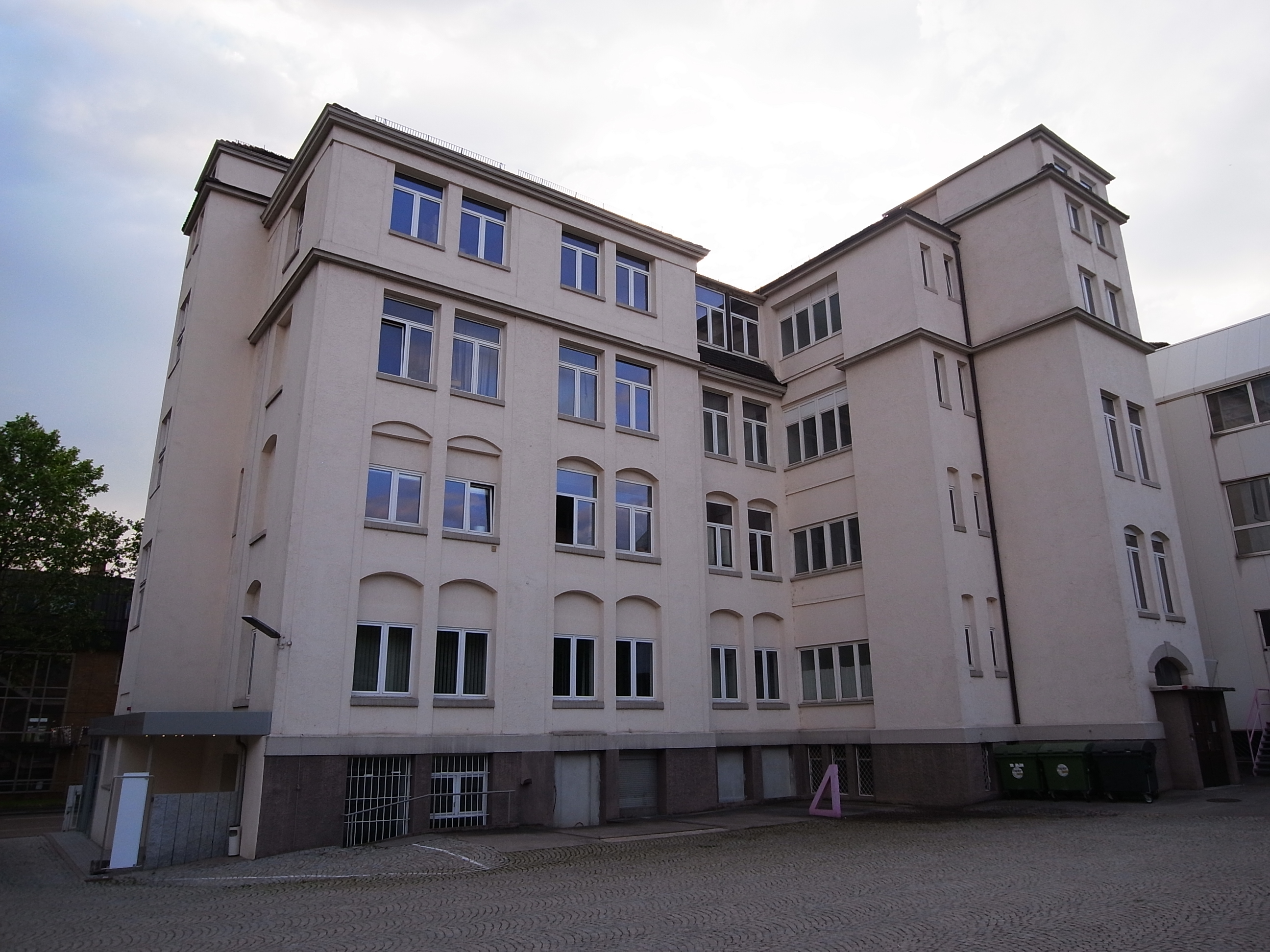
Hinterhofansicht des ehemaligen Eszet-Betriebsgeländes

Die Firma wurde am 7. Mai 1857 in Stuttgart im Furtbachweg vom Hofkonditor Staengel gegründet. 1860 zog sie in die Olgastraße 75–77. 1869 schied Karl Ziller aus dem Unternehmen aus. Wegen beengter Platzverhältnisse siedelte der Fabrikbetrieb 1898 nach Untertürkheim an den Güterbahnhof um. 1899 wurde das Eszet-Gebäude an der Augsburger Straße 275 erbaut, wo 1910 rund 150 Mitarbeiter beschäftigt wurden. 1921 erfolgte ein großer Umbau und die Erweiterung des Gebäudes nebst monumentaler Fassadenansicht.
Der Eszet-Slogan in jener Zeit lautete:

„Einst hat man am Karibischen Meer für 100 Kakaobohnen eine schöne Frau bekommen“

Nach dem Tod von Ernst Staengel d. J. († 1931), dem Sohn des Unternehmensgründers, war seine Witwe Elisabeth bis zu ihrem Tod 1973 geschäftsführende Gesellschafterin. 1974 musste Eszet die Liquidation beantragen. 1975 wurde die Marke Eszet vom Kölner Stollwerck-Konzern aufgekauft und fortan von diesem produziert. Der Betrieb in Untertürkheim wurde stillgelegt.
Bis heute gibt es eine Stadtbahn-Haltestelle namens Eszet.

## Produkte
- Nachdem 1912 die Bonbonproduktion aufgegeben worden war, konzentrierte sich das Unternehmen auf die Herstellung von Kakaopulver und Tafelschokolade in vielen Varianten, Ausführungen und Geschmacksrichtungen.[1]
- Das bekannteste Produkt sind die Eszet-Schnitten. Dies sind dünne Schokoladentafeln, die als Belag für Brötchen oder Brot gedacht sind. Die Eszet-Schnitten kamen erstmals 1933 auf den Markt. Seit 1975 werden sie von dem heutigen Eigentümer Stollwerck hergestellt.[1]

## Marktumfeld in Stuttgart
Eszet war nach Moser-Roth und Waldbaur die dritte bedeutende Schokoladenfabrik, die in Stuttgart begründet wurde. Schokolade wurde in Stuttgart außerdem von den Unternehmen Haller, Schoko-Buck, Friedel und Alfred Ritter produziert, die bis auf letztere heute nicht mehr existieren. Süßwarenfabriken galten als typisch großstädtische Industrie, außer in Stuttgart waren sie in Deutschland in Städten wie Hamburg, Köln, Berlin, Magdeburg oder Dresden angesiedelt. Im Rahmen der allgemeinen Veränderungen der Lebensgewohnheiten ab Mitte des 19. Jahrhunderts gewann dieser Industriezweig zunehmend an Bedeutung, denn Schokolade galt als gesundes und kraftspendendes Nahrungsmittel. Nachfragende Zielgruppe war in den Anfängen das Bürgertum.